# Concile de Marseille
Le concile de Marseille est un concile mérovingien qui se tint le 26 mai 533 à Marseille. Il avait été convoqué par l'évêque métropolitain Césaire d'Arles à des fins disciplinaires et sanctionna l'évêque de Riez Contumeliosus.

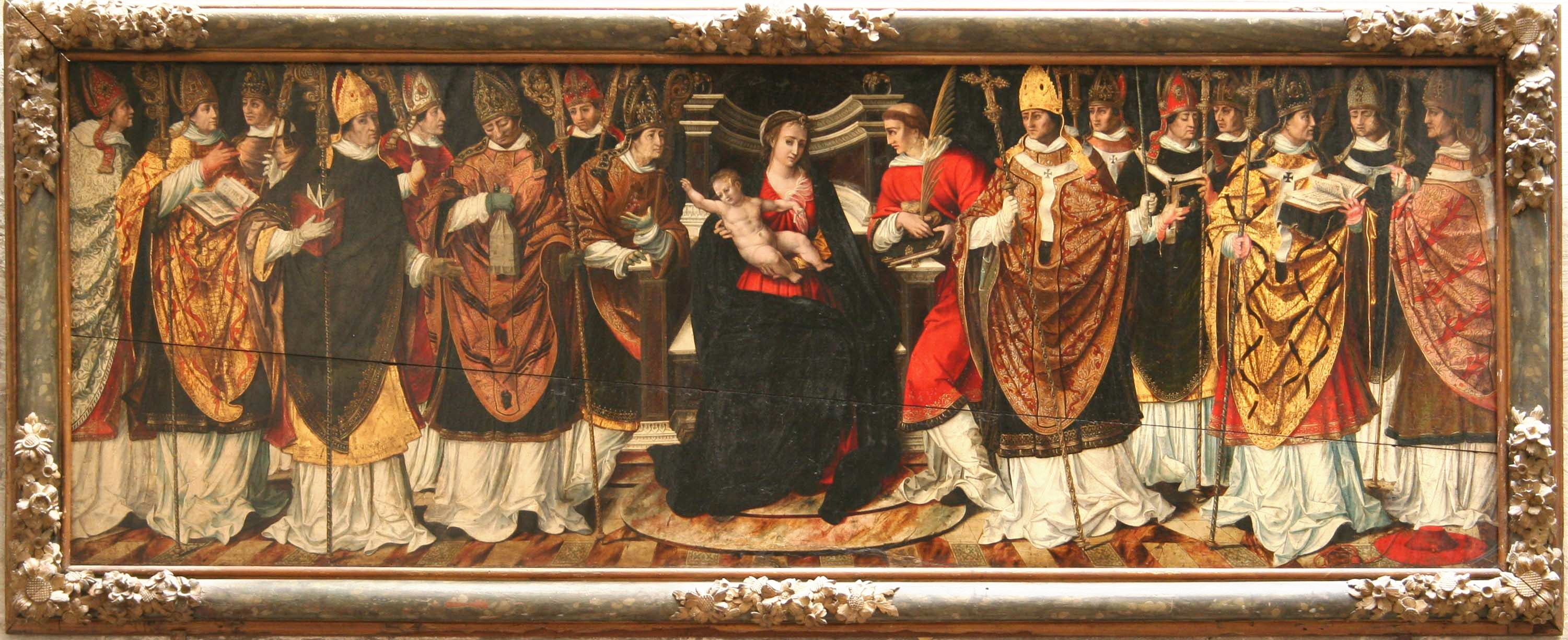
Le concile de Marseille, Église Saint-Trophime d'Arles

## L'objet des sanctions
Contumeliosus était accusé de mœurs dépravées et d'avoir détourné des biens d'Église ; la nature exacte des faits reprochés n'est pas précisée dans les canons du concile.
L'évêque reconnut ses torts et fut condamné à restituer les biens qu'il avait détourné à son profit, et à faire pénitence en internement dans un monastère

## Les controverses papales
Césaire envoya au pape Jean II les conclusions du concile, mais celui-ci les trouva trop indulgentes et exigea en avril 534 la destitution de Contumeliosus de sa charge d'évêque de Riez au terme de sa pénitence.
Contumeliosus fit appel de cette décision, au motif que les chefs d'accusation n'étaient pas précisés dans les actes du concile, et saisissant l'occasion du changement de pape après la mort de Jean II.
Il obtint en partie gain de cause, le nouveau pape Agapit Ier ordonnant une nouvelle enquête. En attendant sa conclusion, il fut néanmoins écarté de l'administration des biens d'Église.
Ces courriers papaux furent adjoints aux actes du concile.

## Représentations

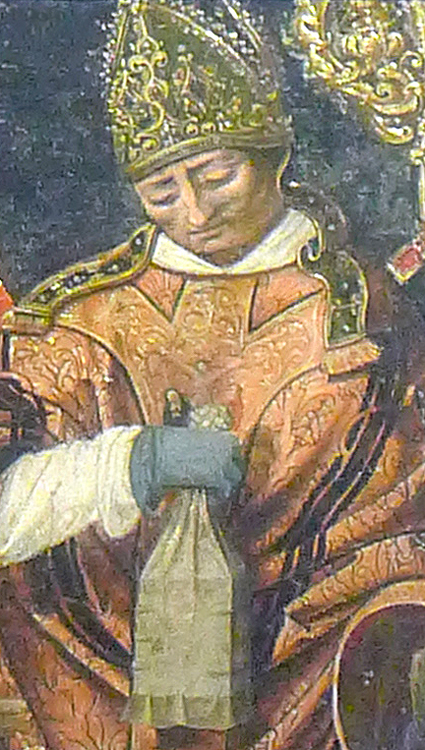
Figure de l'évêque avec une bourse à la main (détail du tableau Un concile d'évêques présidé par la Vierge de la basilique Saint-Trophime d'Arles).

À Arles, dans le croisillon sud de l'Église Saint-Trophime, côté ouest, une peinture sur bois exécutée à la fin du XVIe siècle par un artiste anonyme représente probablement le concile de Marseille, placé sous le patronage de la Vierge Marie avec l’enfant Jésus et de saint Étienne placés au centre pour juger l’évêque de Riez, le sixième à partir de la gauche.
Le prélat est représenté une bourse dans ses mains et sans insignes religieux.
Ce panneau, initialement à l'église de la Major est classé au titre objet par les Monuments Historiques depuis le 6 juin 1902.

## Sources